# 찌에우시러우
찌에우시러우(Triệu Sỹ Lầu, 1951년 ~ )는 베트남의 정치인이다. 제11대, 제12대 베트남 국회 까오방 성 대표 의원을 역임했다.